# Karl Göran Kyander
Karl Göran Kyander, född 1686 i Rantasalmi, var en finsk karolin och krigsfånge i Sibirien.

## Biografi
Karl Göran Kyanders föräldrar var prosten och riksdagsmannen Anders Kyander och Helena Rundeel. Han växte upp på Kolkonhovi gård i Rantasalmi och anslöt sig som frivillig till Viborgs läns kavalleriregemente (även benämnt som "Karelens dragonskvadron", eller  "Grotenfelts dragoner") 1706. Han blev kvartermästare under överstelöjtnant Bengt Zöge vid Finska lantdragonerna i Miitova 14 september samma år. Han deltog i slaget vid Lesna 1708 samt vid Poltava 1709, varefter han blev fånge efter kapitulationen vid Perevolotjna 1 juli samma år, där den svenska armén gav upp utan strid inför en betydligt mindre rysk trupp. Först efter freden i Nystad 1721 kunde han återvända hem. I samband med sitt avsked från militärtjänst 1726 ansökte Kyander om kornetts titel, och trots att denna ansökan avslogs 31 mars 1726 titulerades han på hemorten som kornett. Han levde ännu 1741 i Rantasalmi.
Karl Göran Kyander var bror till prosten Johan Kyander och hade ytterligare sju syskon.